# Emil Hinterfeld
Emil Hinterfeld (fl. XX secolo) è stato un bobbista tedesco.

## Biografia
Viene ricordato come vincitore di una medaglia d'oro nel bob a quattro, vittoria ottenuta ai campionati mondiali del 1931 (edizione tenutasi a Sankt Moritz, Svizzera) insieme ai suoi connazionali Werner Zahn, Franz Bock e Robert Schmidt 
Il loro tempo fu migliore rispetto a quello della nazionale svizzera (medaglia d'argento) e quella britannica (medaglia di bronzo). 